# Hafnarfjarðarkaupstaður
Hafnarfjarðarkaupstaður és un municipi d'Islàndia, a la regió de Norðurland eystra. Té una extensió de 1.776 km² i una població de 1.184 habitants el primer de gener de 2025.
El municipi va ser creat l'1 de gener de 1991 mitjançant la fusió dels antics municipis de Hrafnagilshreppur, Saurbæjarhreppur i Öngulsstaðahreppur. El 8 d'octubre de 2005 es va rebutjar la fusió amb el municipi d'Akureyrarkaupstaður.
Les principals poblacions del municipi són Hrafnagil, Brúnahlíð í Eyjafirði i Kristnes.